# Honor (serie de televisión)
Honor es una serie de televisión española de thriller producida por Portocabo para Antena 3 y Atresplayer. Es un remake español de la serie israelí Kvodo, que fue creada por Ron Ninio y Shlomo Mashiach. Tuvo su preestreno en Atresplayer el 30 de julio de 2023, antes de estrenarse en Antena 3 el 9 de enero de 2025. José Luis García Pérez obtuvo el Premio al Mejor Actor de Miniserie en el Festival Internacional de cine de Almería FICAL 2023 por su papel en esta producción.

## Trama
Martín Romero (Darío Grandinetti) es un juez íntegro y reputado cuya vida cambia por completo cuando su hijo Álex comete un atropello y se da a la fuga. La víctima es miembro de una familia de la mafia y Romero es consciente de que, si trasciende la culpabilidad de Álex, será condenado de un modo u otro. Comenzará entonces un arriesgado plan para protegerlo, que pondrá a prueba todas sus convicciones morales y profesionales con tal de salvar a su hijo.

## Reparto

### Principal
- Darío Grandinetti como Martín Romero
- Paco Márquez como Alejandro “Álex” Romero
- María Morales como Inspectora Verónica Suárez
- José Luis García Pérez como Vicente Aguilar
- Mara Guil como Catalina
- Mercedes León como Pilar Muñoz (Episodio 2 - Episodio 8)
- Ana Peregrina como Pati (Episodio 2 al 8)
- Carmen Daza como Alba (Episodio 2 - Episodio 8)
- Emilio Palacios como Sergio Aguilar

### Recurrente
- Amin Hamada como Brahim
- Victoria Mora como Carmen (Episodio 1 - Episodio 3; Episodio 5 - Episodio 8)
- Joaquín Núñez como Juan (Episodio 1 - Episodio 4)
- Celicia Gómez como Lorena (Episodio 1 - Episodio 7)
- Fran Cantos como Garrido
- Pablo Béjar como Quintana (Episodio 1 - Episodio 2; Episodio 4 - Episodio 6)
- Ignacio Ysasi como Fiscal (Episodio 1; Episodio 3 - Episodio 4)
- José Ramón Serra como Rafa “El Gacela” (Episodio 2 - Episodio 4)
- Manuel Pérez como Tato (Episodio 2; Episodio 4; Episodio 6 - Episodio 7)
- Pedro Romero como Toni (Episodio 2 - Episodio 5; Episodio 8)
- Almagro San Miguel como Fede (Episodio 2; Episodio 4 - Episodio 7)
- Joaquín Ortega como Secuaz (Episodio 4 - Episodio 8)

## Temporadas y audiencias
| Temporada | Temporada | Emisiones | Estreno            | Final                 | Audiencia media | Audiencia media | Audiencia media |
| Temporada | Temporada | Emisiones | Estreno            | Final                 | Espectadores    | Share           |                 |
| --------- | --------- | --------- | ------------------ | --------------------- | --------------- | --------------- | --------------- |
|           | 1         | 8         | 9 de enero de 2025 | 27 de febrero de 2025 | 704 000         | 7,9%            |                 |

## Capítulos
| N.º | Título       | Dirigido por     | Escrito por | Fecha de estreno en Antena 3 | Fecha de estreno en Atresplayer | Audiencia en Antena 3 |
| --- | ------------ | ---------------- | --- | ---------------------------- | ------------------------------- | --------------------- |
| 1   | «Capítulo 1» | Luis Prieto      | Argumento: Samuel Pinazo, Roberto G. Méndez, Carlota Dans, Nina Hernández y Alfonso Blanco Guión: Samuel Pinazo                                           | 9 de enero de 2025           | 30 de julio de 2023             | 969 000 (10,2%)       |
| 2   | «Capítulo 2» | Luis Prieto      | Argumento: Samuel Pinazo, Roberto G. Méndez, Carlota Dans, Nina Hernández y Alfonso Blanco Guión: Roberto G. Méndez                                       | 16 de enero de 2025          | 6 de agosto de 2023             | 663 000 (6,8%)        |
| 3   | «Capítulo 3» | Luis Prieto      | Argumento: Samuel Pinazo, Roberto G. Méndez, Daniel Martín S. Parayuelo, Nina Hernández y Alfonso Blanco Guión: Daniel Martín S. Parayuelo y Carlota Dans | 23 de enero de 2025          | 13 de agosto de 2023            | 697 000 (8,8%)        |
| 4   | «Capítulo 4» | Chiqui Carabante | Argumento: Samuel Pinazo, Roberto G. Méndez, Daniel Martín S. Parayuelo, Nina Hernández y Alfonso Blanco Guión: Samuel Pinazo y Carlota Dans              | 30 de enero de 2025          | 20 de agosto de 2023            | 639 000 (7,1%)        |
| 5   | «Capítulo 5» | Chiqui Carabante | Argumento: Samuel Pinazo, Roberto G. Méndez, Daniel Martín S. Parayuelo, Nina Hernández y Alfonso Blanco Guión: Isa Sánchez                               | 6 de febrero de 2025         | 27 de agosto de 2023            | 651 000 (7,1%)        |
| 6   | «Capítulo 6» | Chiqui Carabante | Argumento: Samuel Pinazo, Roberto G. Méndez, Daniel Martín S. Parayuelo, Nina Hernández y Alfonso Blanco Guión: Roberto G. Méndez                         | 13 de febrero de 2025        | 3 de septiembre de 2023         | 717 000 (8,0%)        |
| 7   | «Capítulo 7» | Chiqui Carabante | Argumento: Samuel Pinazo, Roberto G. Méndez, Nina Hernández y Alfonso Blanco Guión: Roberto G. Méndez                                                     | 20 de febrero de 2025        | 10 de septiembre de 2023        | 638 000 (7,5%)        |
| 8   | «Capítulo 8» | Chiqui Carabante | Argumento: Samuel Pinazo, Roberto G. Méndez, Nina Hernández y Alfonso Blanco Guión: Samuel Pizano y Carlota Dans                                          | 27 de febrero de 2025        | 17 de septiembre de 2023        | 658 000 (7,4%)        |

## Evolución de audiencias
| Temporada | Temporada | Episodio número | Episodio número | Episodio número | Episodio número | Episodio número | Episodio número | Episodio número | Episodio número |
| Temporada | Temporada | 1               | 2               | 3               | 4               | 5               | 6               | 7               | 8               |
| --------- | --------- | --------------- | --------------- | --------------- | --------------- | --------------- | --------------- | --------------- | --------------- |
|           | 1         | 969             | 663             | 697             | 639             | 651             | 717             | 638             | 658             |

## Producción
En febrero de 2022, Atresmedia Televisión y Portocabo anunciaron que estaban desarrollando un remake español de la serie israelí Kvodo, inspirado por el éxito de su remake estadounidense, Your Honor. En julio de 2022, se confirmó que la serie, titulada Honor, se estrenaría tanto en Antena 3 como en Atresplayer (entonces Atresplayer Premium), y que estaría protagonizada por Darío Grandinetti. El rodaje comenzó en agosto de 2022 en las ciudades andaluzas de Sevilla y Cádiz.
La serie fue escrita por Samuel Pinazo, Roberto G. Méndez, Nina Hernández, Carlota Dans, Isa Sánchez y Daniel Martín Sáez de Parayuelo; y dirigida por Luis Prieto y Chiqui Carabante.

## Lanzamiento
El 17 de julio de 2023, Atresplayer sacó el tráiler final de Honor y anunció que se estrenaría en la plataforma el 30 de julio de 2023, antes de su llegada a Antena 3 en un futuro próximo.